# クルト気象台
クルト気象台（クルトきしょうだい、英語: Weather Station Kurt, ドイツ語: Wetter-Funkgerät Land-26）は、当時イギリスの自治領だったニューファンドランドのラブラドール北部に1943年10月にドイツのUボート乗組員によって建設された自動気象台。第二次世界大戦中に北アメリカ大陸で行われた唯一のドイツ軍の作戦行為として知られる。戦後、1977年に再発見されるまで忘れ去られていた。

## 背景
北半球の気候は主に西から東に変化する。これは連合国にとっては大変有利だった。連合国は北アメリカ、グリーンランド、アイスランドの気象観測所を利用できたので、ヨーロッパの天気をドイツより正確に予報できた。それに対してドイツの気象学者は、北大西洋上のUボートや気象観測船、北極圏の遠隔地にある秘密の気象観測所からの報告、気象航空機などの情報しか利用できなかった。しかし、これらの情報だけでは天気予報には不十分であり、また、船や航空機は敵の攻撃で破壊される可能性も高かった。

## WFL自動気象台

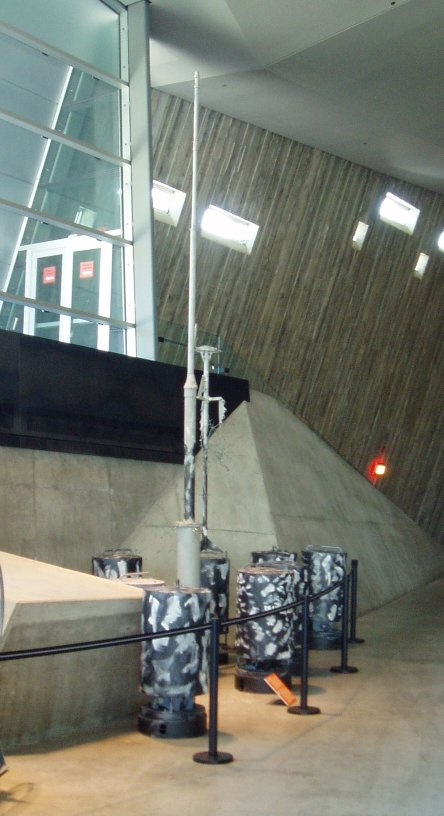
カナダ戦争博物館に展示されているクルト気象台の再現 (2007)

この状況を改善するため、ドイツのエルンスト・プロエッツェ博士とエドウィン・ストーベは自動気象台 Wetter-Funkgerät Land (WFL) を開発し、シーメンス社により26台が製造された。WFLは遠隔操作が可能であり、出力150ワットのローレンツ社製の150 FM型送信機を備えていた。この送信機は10個の円筒で構成されており、それぞれの円筒のサイズは長さ1メートル、円周1.5メートルで、重量100キログラムだった。円筒の1つには計器が入っており、高さ10メートルのアンテナ柱に接続されていた。また、風速計、風向計にも接続されていた。別の円筒には動力源としてニッケル・カドミウム蓄電池が入っていた。WFLは3940キロヘルツで3時間ごとに2分間の間、気象情報を送信した。バッテリーに充電機構は備わっていなかったが、最大で6ヶ月分程度の電力があった。
この装置は、北極、亜北極地域（グリーンランド、ノルウェー領ビュルネイ島、スピッツベルゲン島、ロシア領フランツヨシフ諸島）に14局、バレンツ海に5局が配置された。
北米にも設置が進められ、1つは1943年にUボートU-537により成功したが（後述）、もう一つはWFLを輸送中だったU-867が1944年9月にノルウェーのベルゲン北西部でイギリスの空爆を受けて沈没した。

## 気象台設置
1943年9月18日、ペーター・シュレーヴェが指揮するU-537は、初の哨戒任務でドイツのキールを出発した。U-537にはコードネーム「クルト」とされたWFL-26が積載され、気象学者のクルト・ソンメルマイヤー博士と助手のウォルター・ヒルデブラントも乗った。途中、U-537は嵐に巻き込まれ、水漏れや4連装高射砲などの大きな損害にあった。
10月22日、U-537はラブラドル半島北部のチドリー岬付近にあるマーティン湾に到着した。このような僻地が選ばれたのは、原住民のイヌイットが発見することを恐れたためである。船が錨を降ろして1時間もしないうちに設置に適当な場所が見つかり、ソンメルマイヤー博士、助手と10人の乗員が気象台設置に向かい、他の乗員は潜水艦の修理に当たった。

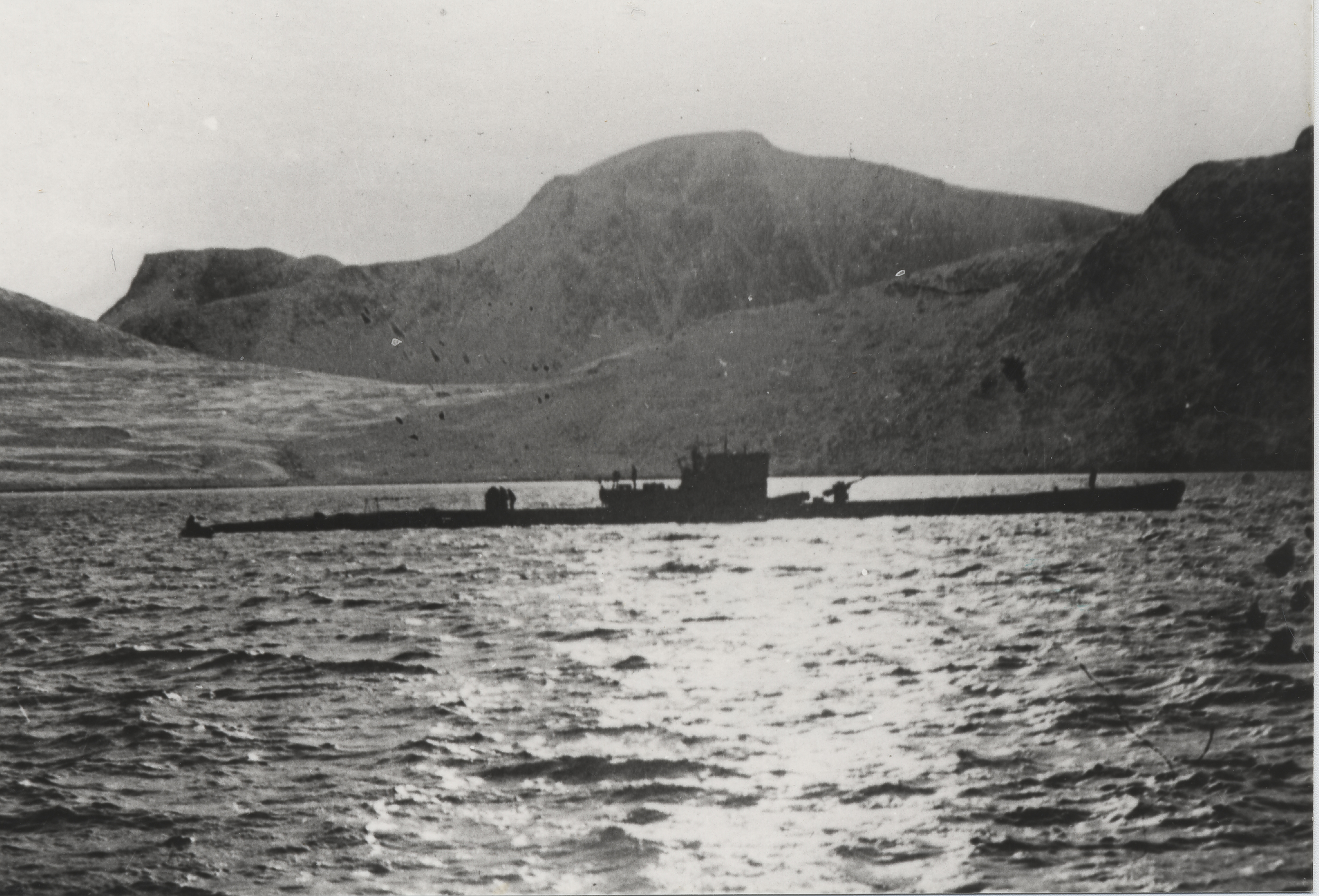
マーティン湾に停泊するU-537

万一発見された場合の偽装工作として、気象台の周りにはアメリカたばこの空き箱が落とされ、「カナダ流星観測所」の看板が掲げられた（ただし当時この場所はイギリス自治領だった）。設置作業は28時間で完了し、動作していることが確認された後、U-537は出発した。帰路、U-537はグランドバンクで軍事哨戒を行い、カナダの航空機に3回攻撃されたが、沈没を免れた。
クルト気象台は1ヵ月間稼働したが、その後に故障して動かなくなった。

## 再発見
1977年、地形学者のピーター・ジョンソンが気象台とは無関係の仕事で調査中、この気象観測所を偶然発見した。ジョンソンはこれをカナダの軍事基地と考え、「マーティン湾7」と名付けた。
同じころ、シーメンスの社史を書いていた元エンジニアのフランツ・セリンガーは、ソンメルマイヤーの書類を調べて、この気象観測基地の存在を知った。そこで1981年にカナダ国防省の歴史家W.A.B.ダグラスに協力を依頼して現地を調べたところ、装置が分解されて部品が散らばっていたものの、設備が残っていた。クルト気象台は現在、オタワのカナダ戦争博物館に展示されている。